# Austronomus
Austronomus is een geslacht van zoogdieren uit de familie van de bulvleermuizen (Molossidae). De wetenschappelijke naam van het geslacht werd in 1944 gepubliceerd door Ellis Le Geyt Troughton.

## Soorten
Er worden 2 soorten in dit geslacht geplaatst:
- Austronomus australis (J. E. Gray, 1838)
- Austronomus kuboriensis (McKean & Calaby, 1968)